# Matthias Lanzinger
Matthias Lanzinger (Abtenau, 9. prosinca 1980.) je bivši austrijski alpski skijaš.
Juniorski je svjetski doprvak u slalomu iz 2000. godine, i osvajač Europskog kupa 2006./07. godine. U Svjetskom kupu startao je 36 puta, a premijerni nastup imao je u Lake Louiseu 21. studenog 2004., i odmah je osvojio bodove, zauzevši 12. mjesto. Ima samo jedno postolje, bio je treći u utrci superveleslaloma u Beaver Creeku 1. prosinca 2005.
Okončao je nesretno svoju karijeru u norveškom Kvitfjellu 2. ožujka 2008. U utrci spusta, pri velikoj brzini udario je u jedna vrata i pao. Skija mu se na jednoj nozi nije otkačila na vrijeme, pa je teško ozlijedio nogu pretrpjevši višestruke prijelome. Nespretnošću domaćina i kasnom liječničkom intervencijom, morala mu je biti amputirana potkoljenica, a time mu je i okončana karijera.

## Vanjske poveznice
- FIS Profil  Arhivirana inačica izvorne stranice od 9. ožujka 2008. (Wayback Machine)
- Službena web stranica